# قلعه زفرا
قلعهٔ زَفرا (به اسپانیایی: Castillo de Zafra)، قلعه‌ قرن دوازدهمی است که در استان گوادالاخارا در اسپانیا واقع شده‌است. این قلعه در اواخر قرن دوازده و اوایل قرن سیزدهم بر روی سنگ ماسه‌ای که از زمین بیرون زده بنا شده‌است. این قلع در زمین استحکامات ویزیگوت‌ها و موروها بنا شده که در سال ۱۱۲۹ بدست مسیحیان افتاد. این قلعه به خاطر غیرقابل نفو‌‌‌‌ذ بودن اهمیتی استراتژیک در مرز بین مسیحیان و سرزمین‌های اندلس (اسلامی) داشت.
در قرن ۱۳ام این قلعه در برابر کاستیاها‌ هیچوقت سقوط نکرد و با موفقیت از خود دفاع نمود. بازپس‌گیری اندلس بدست مسیحیان در قرن ۱۵ام به اهمیت نظامی قلعه پایان داد. در قرون بعدی قلعه به خرابه تبدیل شده تا آنکه به سال ۱۹۷۱ توسط مالکان خصوصی آن تعمیر شد. امروزه قلعه با اجازه صاحبان آن قابل بازدید است.
قلعهٔ زَفرا یکی از لوکیشن‌های فیلمبرداری فصل ششم بازی تاج‌وتخت بود.

## نگارخانه

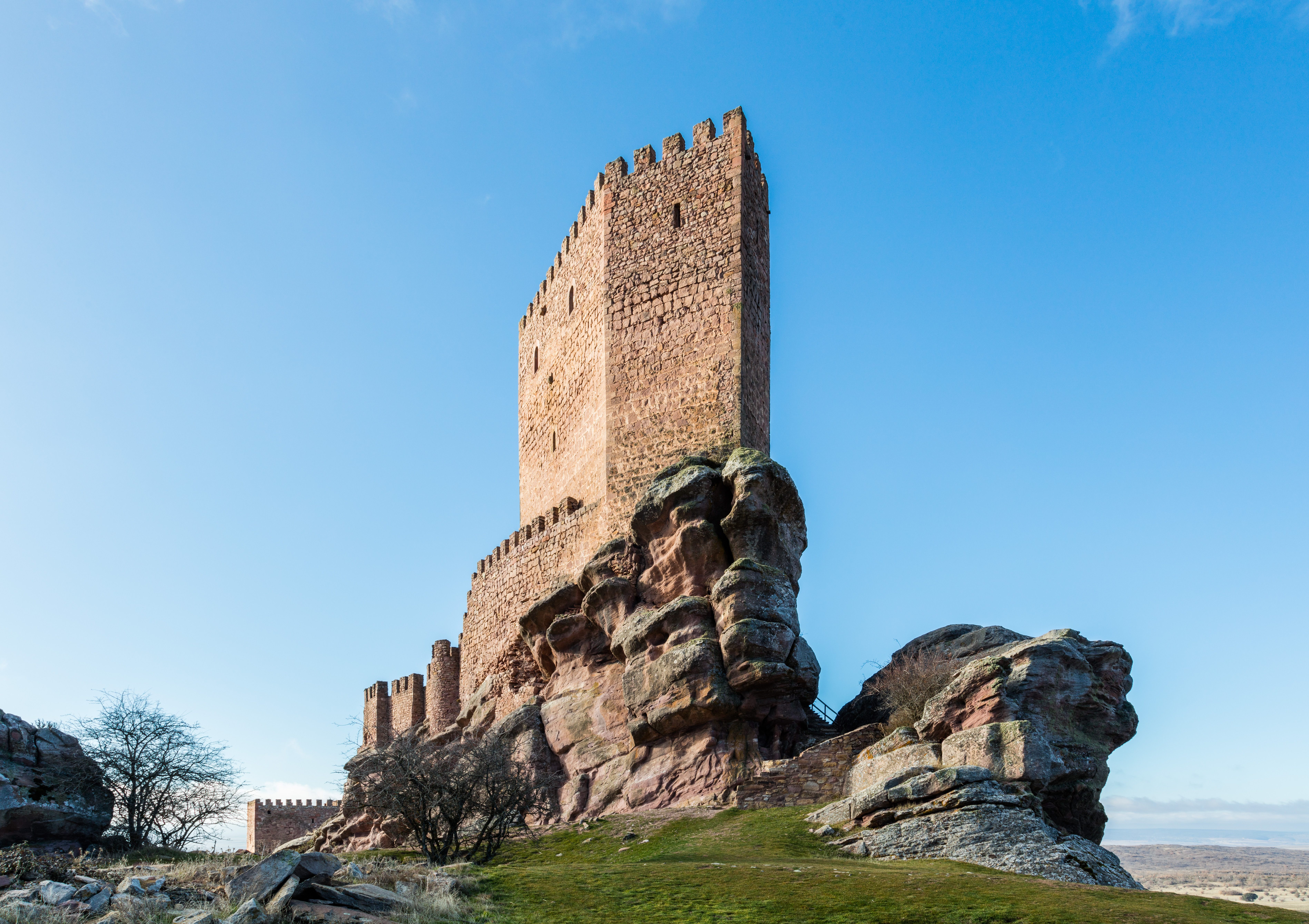
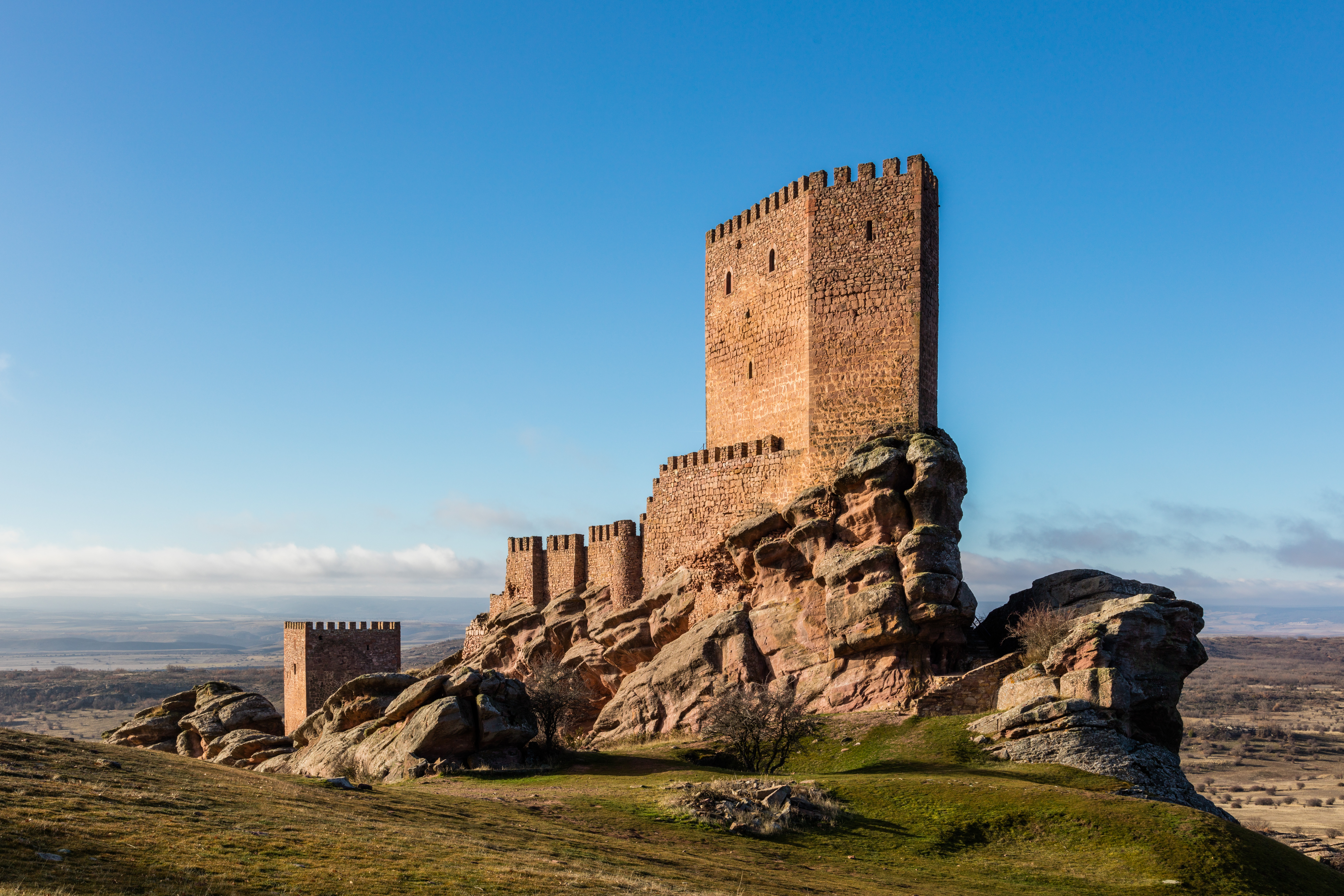
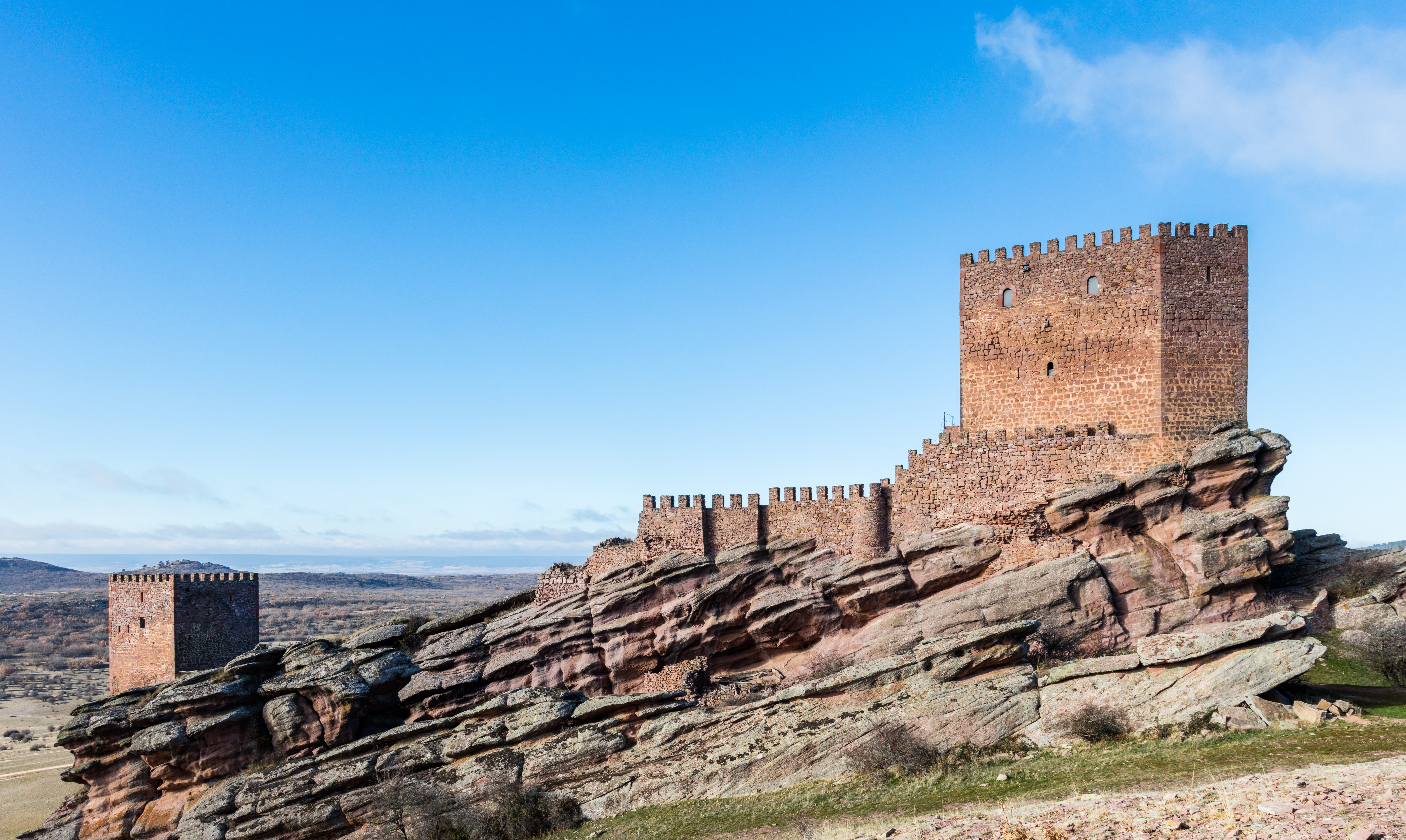
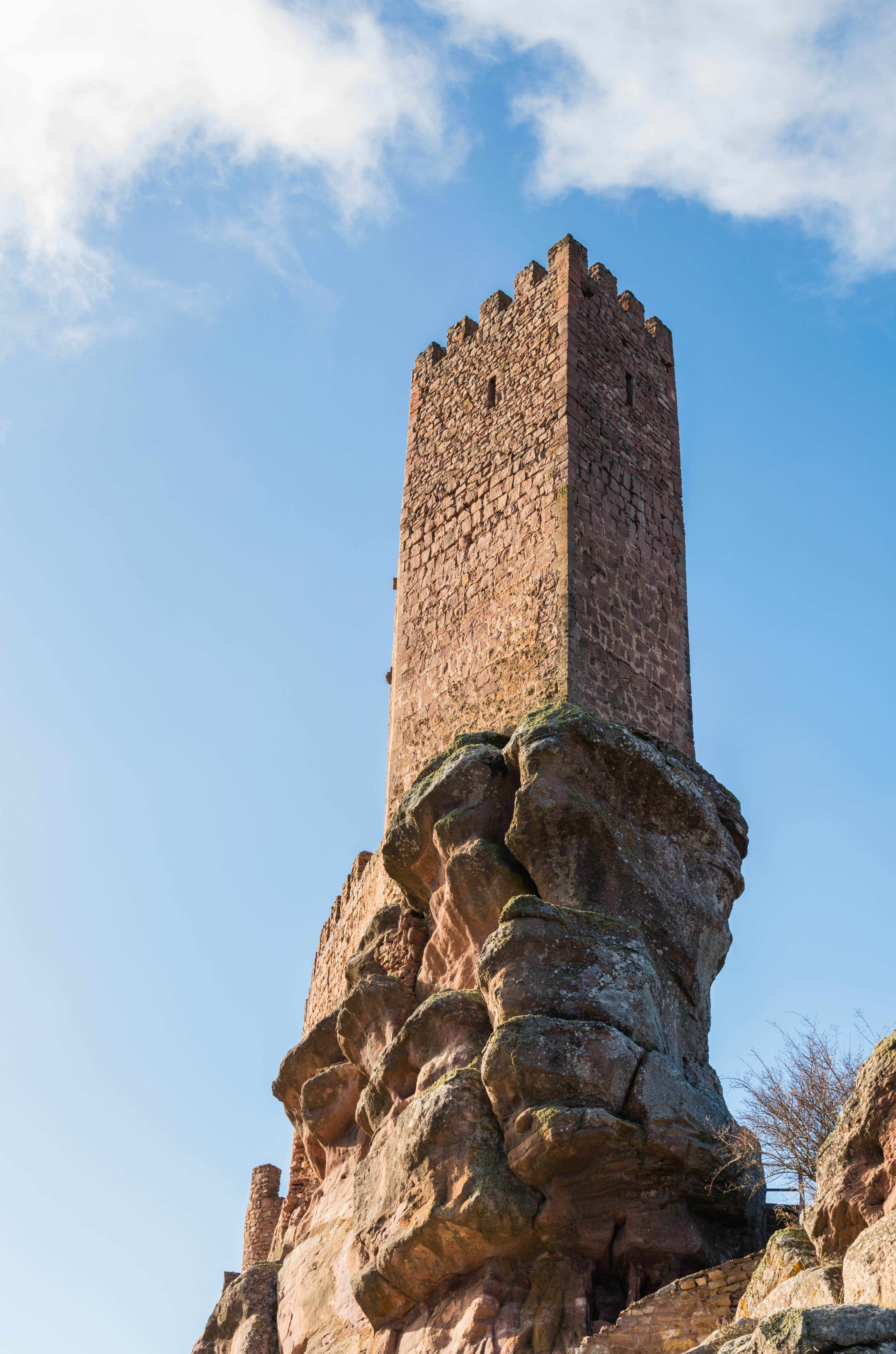